# Thomandersia congolana
Thomandersia congolana är en tvåhjärtbladig växtart som beskrevs av De Wild. och T.Durand. Thomandersia congolana ingår i släktet Thomandersia och familjen Thomandersiaceae. Inga underarter finns listade i Catalogue of Life.